# Luchthaven Pristina
Luchthaven Pristina International J.S.C (Albanees:  Aeroporti Ndërkombëtar i Prishtinës Adem Jashari) is een vliegveld 16 kilometer buiten het centrum van Pristina. Het is een regionaal vliegveld dat ongeveer 1.2 miljoen passagiers per jaar heeft. De luchthavencodes voor het vliegveld zijn PRN en BKPR.

## Geschiedenis
Luchthaven Pristina werd officieel geopend in 1965, voor alleen binnenlandse vluchten van en naar Belgrado. In de jaren 90 is de luchthaven gestart met internationale vluchten naar Duitsland en Zwitserland. Als gevolg van de Kosovo-oorlog werd het vliegveld gereactiveerd als militair vliegveld op 15 oktober 1999. In die periode was het vliegveld in handen van de NAVO. Luchthaven Pristina International J.S.C is begonnen met 45 medewerkers.
De terminal is gerenoveerd en verbreed in 2002. Ook werd er een nieuwe verkeerstoren gebouwd. Sindsdien heeft het vliegveld tussen de 800.000 en 1.000.000 passagiers ontvangen.

## Luchtvaartmaatschappijen en bestemmingen
- Adria Airways - Brussel (vanaf 2 juni), Kopenhagen (vanaf 21 juni), Düsseldorf (vanaf 16 juli), Frankfurt, Parijs-Charles de Gaulle (vanaf 18 juni), Ljubljana, München
- Atlasjet - Istanboel-Atatürk
- Austrian Airlines - Wenen, Linz (vanaf 7 juli)
- Austrian Airlines (uitgevoerd door Tyrolean Airways) - Wenen (seizoensgebonden)
- British Airways - Londen-Gatwick
- Croatia Airlines - Zagreb
- Eagles Airlines - Bergamo, Rome-Fiumicino, Venetië
- EasyJet - Amsterdam, Berlijn, Milaan-Malpensa
- EasyJet Switzerland - Basel/Mulhouse, Genève
- Germania - Düsseldorf, München, Stuttgart
- Germanwings - Berlijn-Schönefeld, Hannover, Stuttgart
- Helvetic Airways - Bern
- TUI fly Belgium - Brussel, Amsterdam
- Luxair - Luxemburg (seizoensgebonden)
- Meridiana - Verona
- Norwegian Air Shuttle - Gotenburg (vanaf 21 juni), Oslo-Gardermoen (vanaf 27 juni) (seizoensgebonden)
- Scandinavian Airlines - Kopenhagen
- Swiss International Air Lines - Genève, Zürich
- Turkish Airlines - Istanboel

Charters:
- Corendon Airlines - Antalya (seizoensgebonden)
- Edelweiss Air - Genève, Zürich
- SunExpress - Antalya